# Jon Kyongnin
Jon Kyongnin, Jeon Gyeong-rin ou Jeon Gyeong-nin (en coréen : 전경린), née le 26 novembre 1962 à Haman dans la province du Gyeongsang du Sud, est une poétesse sud-coréenne.

## Biographie
Elle est née  le 26 novembre 1962  à Haman dans la province du Gyeongsang du Sud et a obtenu son diplôme en littérature allemande à l'université Kyungnam à Changwon dans la province du Gyeongsang du Sud. Elle fait ses débuts littéraires en 1995, lorsque son roman La lune déserte (Samagui dal) s'est vu décerner le prix du Concours littéraire du Printemps parrainé par le journal Dong-a Ilbo.

## Œuvre
La sexualité des femmes est au centre de son œuvre. Ses récits sont structurés de manière à révéler indirectement les problèmes sexuels cachés et réprimés du "je" qui raconte. Une fois dans ma vie (Nae saeng-e kkok haruppunil teukbyeolhan nal) est un conte sur l'infidélité et notamment sur la psychologie féminine en ce qui concerne le désir sexuel, élément exprimé avec une grande honnêteté. Une autre caractéristique des romans de Jon est son pessimisme envers la vie. Tout en maintenant une distance psychologique face à leur vie difficile ou banale, les personnages de Jon sont obsédés par les changements. Ses romans tels que Le manège en bois (Meri go raundeu seokeoseu yeo-in) mettent en scène des protagonistes qui ont tendance à se plonger dans une atmosphère de rêve et dans le fantastique tout en ayant aucun objectif particulier dans la vraie vie.
Les conventions sociales, dans le travail de Jon, sont vues comme des entraves qui briment la sexualité des femmes, elle-même considérée comme dangereuse et indisciplinée dans son essence. La recherche de l'accomplissement de la passion entraîne souvent des conséquences tragiques dans ses récits, le travail de Jon souligne ainsi la difficulté des femmes à se libérer des codes sociaux et de s'émanciper.
Le travail de Jon a également été adapté en films dont Le drame érotique d'Ardor (2002) réalisé par Byun Young-joo.

### Nouvelles
- 염소를 모는 여자 (La femme guidant les chèvres) Seoul: Munhakdongne 1996
- 평범한 물방울 무늬 원피스에 관한 이야기 (Une histoire sur une robe aux motifs en gouttes d'eau) Seoul: Gang 1997
- 바닷가 마지막 집 (La dernière maison sur la plage) Seoul: Saenggakeui Namu 1998
- 물의 정거장 (La station d'eau) Seoul: Munhakdongne 2003

### Romans
- 아무 곳에도 없는 남자 (Un endroit sans hommes) Seoul: Munhakdongne 1997
- 내 생애 꼭 하루뿐일 특별한 날 (Une fois dans ma vie) Seoul: Munhakdongne 1999
- 난 유리로 만든 배를 타고 낯선 바다를 떠도네 (J'ai pris un bateau de  verre et je me suis rendu sur une plage inconnu) Seoul: Saenggakeui Namu 2001
- 검은 설탕이 녹는 동안 (Pendant que le bonbon noir fond) Seoul: Munhakgondne 2002
- 열정의 습관 (L'habitude de la passion) Seoul: Irum 2002
- 황진이 (Hwangjini 1-2) Seoul: Irum 2004

## Distinctions
- 1996 : Prix littéraire du Hankook Ilbo[1]
- 1997 : Prix de la Communauté littéraire[1]
- 1998 : Prix littéraire du XXIe siècle[1]
- 2007 : Prix Yi Sang[1] pour 천사는 여기 머문다  L'ange reste ici
- 2011 : Prix de littérature contemporaine (Hyundae Munhak)[1] pour 강변마을